# Eugenio Rascón
Eugenio Rascón Arce (Ciudad de México, 1844-Ciudad de México, 8 de diciembre de 1922) fue un militar y político mexicano. Fue gobernador interino del estado de Yucatán en 1913 durante el gobierno espurio de Victoriano Huerta, después de la Decena Trágica, cuando fueron depuestos y asesinados Francisco I. Madero y José María Pino Suárez, presidente y vicepresidente de México, respectivamente.

## Datos históricos
Ingresó al ejército desde joven y alcanzó el grado de General. Fue secretario de Guerra y Marina en 1911, del 25 de mayo al 3 de julio, como parte del gabinete del presidente Francisco León de la Barra. 
Victoriano Huerta, ya como presidente de México, en 1913 envió a Rascón a Yucatán como gobernador interino, a fin de sustituir a Felipe Solís Castillo, que había sido nombrado por el Congreso del Estado en lugar de Arcadio Escobedo. Este último había sido nombrado por Huerta y destituido por él mismo.
El interinato de Rascón duró sólo unos cuantos días, ya que fue sustituido por otro gobernador interino: Prisciliano Cortés.
Más tarde, en 1914, se especuló sobre la participación de Eugenio Rascón en un plan para deponer a Victoriano Huerta.